# Джон Ратценбергер
Джон Дезсо Ратценбергер (англ. John Dezső Ratzenberger; 6 квітня 1947, Бриджпорт, США) — американський актор, режисер та підприємець. Відомий за роботами в озвучуванні мультфільмів студії «Pixar». Двократний лауреат премії «Еммі», член Республіканської партії США.

## Біографія
Народився у Бриджпорті. Батько був водієм вантажівки Texaco, мав австрійське та угорське коріння. Мати працювала в Remington Arms Company, мала польське коріння.
Навчався в школі Святої Ганни в Бриджпорті та в університеті Святого Сердця в Ферфілді. У 1969 році працював трактористом на музичному фестивалі Вудсток.
У 1971 році переїхав в Лондон, де прожив 10 років. У Лондоні розпочав кар'єру в сфері розваг. Грав здебільшого другорядні ролі в кіно та на телебаченні. Найвідомішою роботою та той час для Ратценбергера стала роль листоноші Кліффа Клавіна в серіалі «Ура» (1982—1993).
У 1995 році дебютував як актор озвучування в мультфільмі «Історія іграшок».
З 2004 по 2008 роки вів документальний серіал «Made in America».

## Фільмографія

### Фільми
| Рік  |   | Українська назва                               | Оригінальна назва                              | Роль                     |
| ---- | - | ---------------------------------------------- | ---------------------------------------------- | ------------------------ |
| 1976 | ф | Рітз                                           | The Ritz                                       | Патрон                   |
| 1977 | ф | Міст надто далеко                              | A Bridge Too Far                               | Джеймс Магеллас          |
| 1978 | ф | Супермен                                       | Superman                                       | контролер                |
| 1979 | ф | Арабські пригоди                               | Arabian Adventure                              | Ахмед                    |
| 1979 | ф | Янкі                                           | Yanks                                          | капрал Кук               |
| 1980 | ф | Зоряні війни: Імперія завдає удару у відповідь | Star Wars: Episode V – The Empire Strikes Back | майор Брен Дейлін        |
| 1980 | ф | Пекельний мотель                               | Motel Hell                                     | барабанщик               |
| 1980 | ф | Супермен 2                                     | Superman II                                    | контролер                |
| 1981 | ф | Зовнішньозем'я                                 | Outland                                        | Тарлоу                   |
| 1981 | ф | Регтайм                                        | Ragtime                                        | поліцейський             |
| 1981 | ф | Червоні                                        | Reds                                           | комуністичний лідер      |
| 1982 | ф | Вогняний лис                                   | Firefox                                        | Пек                      |
| 1982 | ф | Ганді                                          | Gandhi                                         | американський лейтенант  |
| 1984 | ф | Протокол                                       | Protocol                                       | охоронець на телебаченні |
| 1985 | ф | Агенти Сокіл і Сніговик                        | The Falcon and the Snowman                     | детектив                 |
| 1987 | ф | Будинок 2                                      | House II: The Second Story                     | Білл                     |
| 1988 | ф | У неї є дитина                                 | She's Having a Baby                            | у ролі самого себе       |
| 1997 | ф | Поганий день на блоці                          | Bad Day on the Block                           | Аль Калавіто             |
| 1997 | ф | Побачення на одну ніч                          | One Night Stand                                | Філ                      |

### Анімаційні фільми
| Рік  |    | Українська назва           | Оригінальна назва       | Роль                        |
| ---- | -- | -------------------------- | ----------------------- | --------------------------- |
| 1995 | мф | Історія іграшок            | Toy Story               | Гам                         |
| 1998 | мф | Життя комах                | A Bug's Life            | Еміль Блоха                 |
| 1999 | мф | Історія іграшок 2          | Toy Story 2             | Гам                         |
| 2001 | мф | Корпорація монстрів        | Monsters, Inc.          | Єті                         |
| 2003 | мф | У пошуках Немо             | Finding Nemo            | зграя рибок                 |
| 2004 | мф | Суперсімейка               | The Incredibles         | the Underminer              |
| 2006 | мф | Тачки                      | Cars                    | Мак                         |
| 2007 | мф | Рататуй                    | Ratatouille             | Мустафа                     |
| 2008 | мф | ВОЛЛ·І                     | WALL·E                  | Джон                        |
| 2009 | мф | Вперед і вгору             | Up                      | виконроб на будівництві Том |
| 2010 | мф | Історія іграшок 3          | Toy Story 3             | Гам                         |
| 2011 | мф | Тачки 2                    | Cars 2                  | Мак                         |
| 2012 | мф | Відважна                   | Brave                   | Гордон                      |
| 2013 | мф | Університет монстрів       | Monsters University     | Єті                         |
| 2013 | мф | Літачки                    | Planes                  | Гарланд                     |
| 2014 | мф | Літачки: Рятувальний загін | Planes: Fire and Rescue | Броді                       |
| 2015 | мф | Думками навиворіт          | Inside Out              | Фрітц                       |
| 2015 | мф | Добрий динозавр            | The Good Dinosaur       | Ерл Велоцираптор            |
| 2016 | мф | У пошуках Дорі             | Finding Dory            | Краб Білл                   |
| 2017 | мф | Тачки 3                    | Cars 3                  | Мак                         |
| 2017 | мф | Коко                       | Coco                    | Хуан                        |
| 2018 | мф | Суперсімейка 2             | The Incredibles 2       | the Underminer              |
| 2019 | мф | Історія іграшок 4          | Toy Story 4             | Гам                         |
| 2020 | мф | Уперед                     | Onward                  | Фенфік                      |
| 2022 | мф | Удача                      | Luck                    | Корінь                      |
| 2024 | мф | Думками навиворіт 2        | Inside Out 2            | Фрітц                       |

## Політика
Ратценбергер є членом Республіканської партії. Під час президентських виборів 2008 року агітував за Джона Маккейна, а також за кандидатуру Дональда Трампа під час виборів 2016 року.
У 2010 році відкрито виступав проти законопроєкту реформи охорони здоров'я, назвавши його «соціалізмом».
Активно підтримував Скотта Брауна в Сенаті Вустера. У 2012 був прихильником Мітта Ромні.
Після Стрілянини в Орорі звинуватив у тому що сталося Голлівуд.
У 2020 закликав підтримувати United States Postal Service.